# Caritas Österreich
Caritas Österreich ist eine soziale Hilfs- und Dienstleistungsorganisation der römisch-katholischen Kirche und Mitglied der Caritas Internationalis und der Caritas Europa, die im Jahr 1903 gegründet wurde. In Österreich gibt es neun Diözesen. Jeder Diözese ist eine Caritas-Institution unterstellt, die dem Diözesanbischof untersteht.

## Mitarbeiter
Im Jahr 2021 gab es 16.546 hauptberufliche Mitarbeiter und 47.000 ehrenamtliche Mitarbeiter in Pfarren und Einrichtungen der Caritas. Sie arbeiten unter anderem in 71 Sozialberatungsstellen, 53 Wohnungsloseneinrichtungen, 9 Mutter-Kind-Häusern sowie 143 Grundversorgungseinrichtungen mit 2.400 Plätzen für geflüchtete Menschen.
Die Caritas in Österreich betreibt zudem 49 Senioren- und Pflegehäuser mit rund 5.313 Mitarbeitern für 4.999 Senioren.

## Aufbau

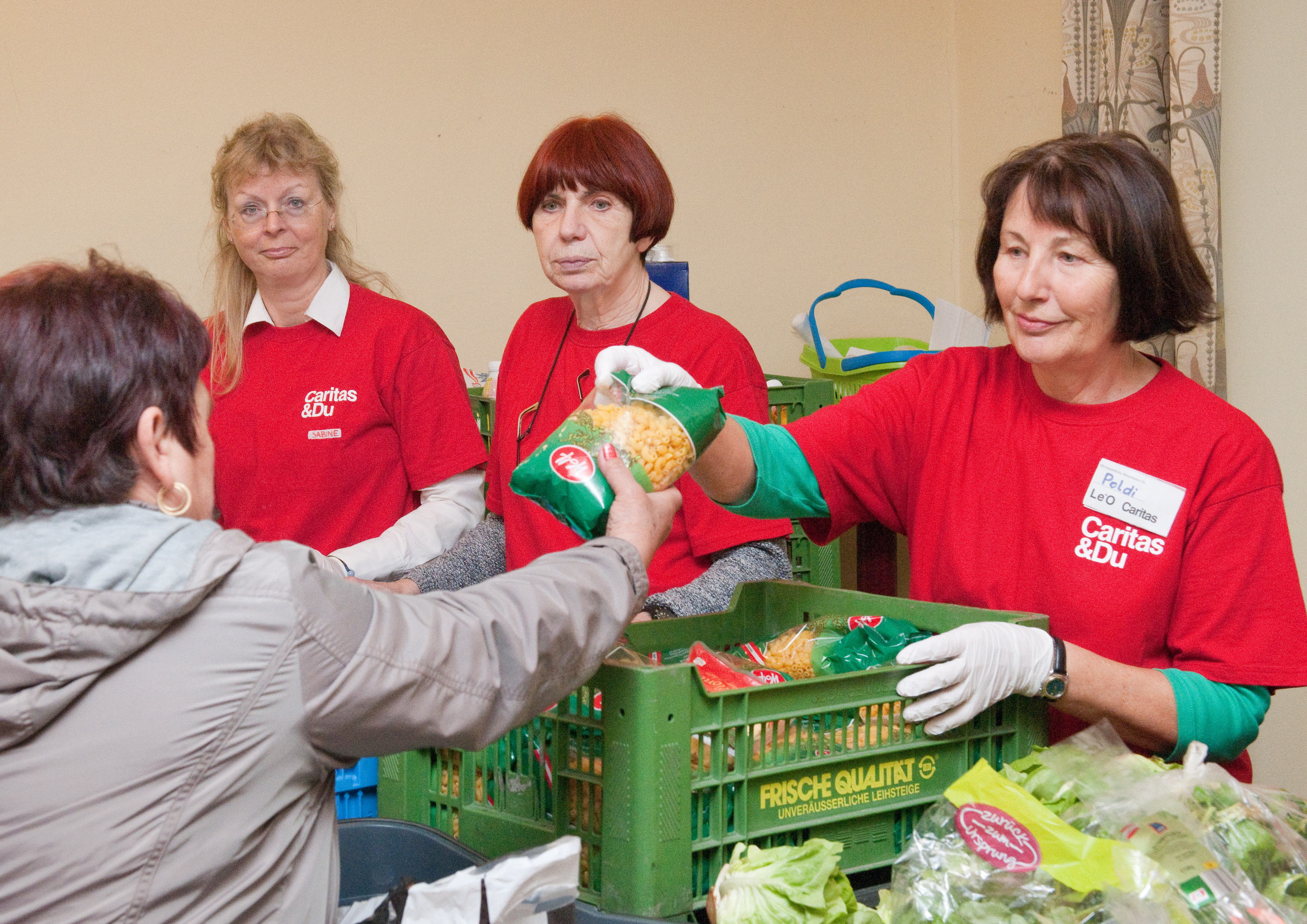
Mitwirkende des Projekts Le+O – Lebensmittel und Orientierung der Caritas der Erzdiözese Wien

Die Caritas in Österreich besteht aus der Bundesorganisation Caritas Österreich und neun diözesanen Caritas-Organisationen, die als Trägerorganisationen für soziale Dienstleistungen tätig sind. Jede der zehn Caritas-Organisationen ist ein eigener Rechtskörper. Die meisten von ihnen sind als Verein nach kirchlichem Recht eingetragen. Die Bundesorganisation Caritas Österreich bietet nationale und internationale Koordinierungs- und Servicefunktion und übernimmt österreichweite Aufgaben innerhalb des Netzwerkes der Caritas. Zur zentralen Koordination gehören derzeit Nora Tödtling-Musenbichler als Präsidentin sowie die Generalsekretärin Anna Parr und der Generalsekretär für Internationale Programme Andreas Knapp.
Organisationen in den Diözesen:
- Caritas der Diözese Feldkirch
- Caritas der Erzdiözese Wien
- Caritas St. Pölten
- Caritas Burgenland
- Caritas der Diözese Graz-Seckau
- Caritas Oberösterreich
- Kärntner Caritasverband
- Caritas der Diözese Innsbruck
- Caritas Salzburg

In jeder Pfarre gibt es eine eigene Pfarrcaritas: Insgesamt 33.000 Pfarrcaritas-Mitarbeitende sind für die „tatkräftige Nächstenliebe“ tätig. Sie organisieren Besuchsdienste, Seniorentreffen, Benefizveranstaltungen, Gesprächsgruppen, Flohmärkte, Caritas-Schaukästen, Ferienprogramme für Kinder, finanzielle Einzelhilfen, Flüchtlingshilfe, Haussammlungen und vieles mehr.

## Entwicklung

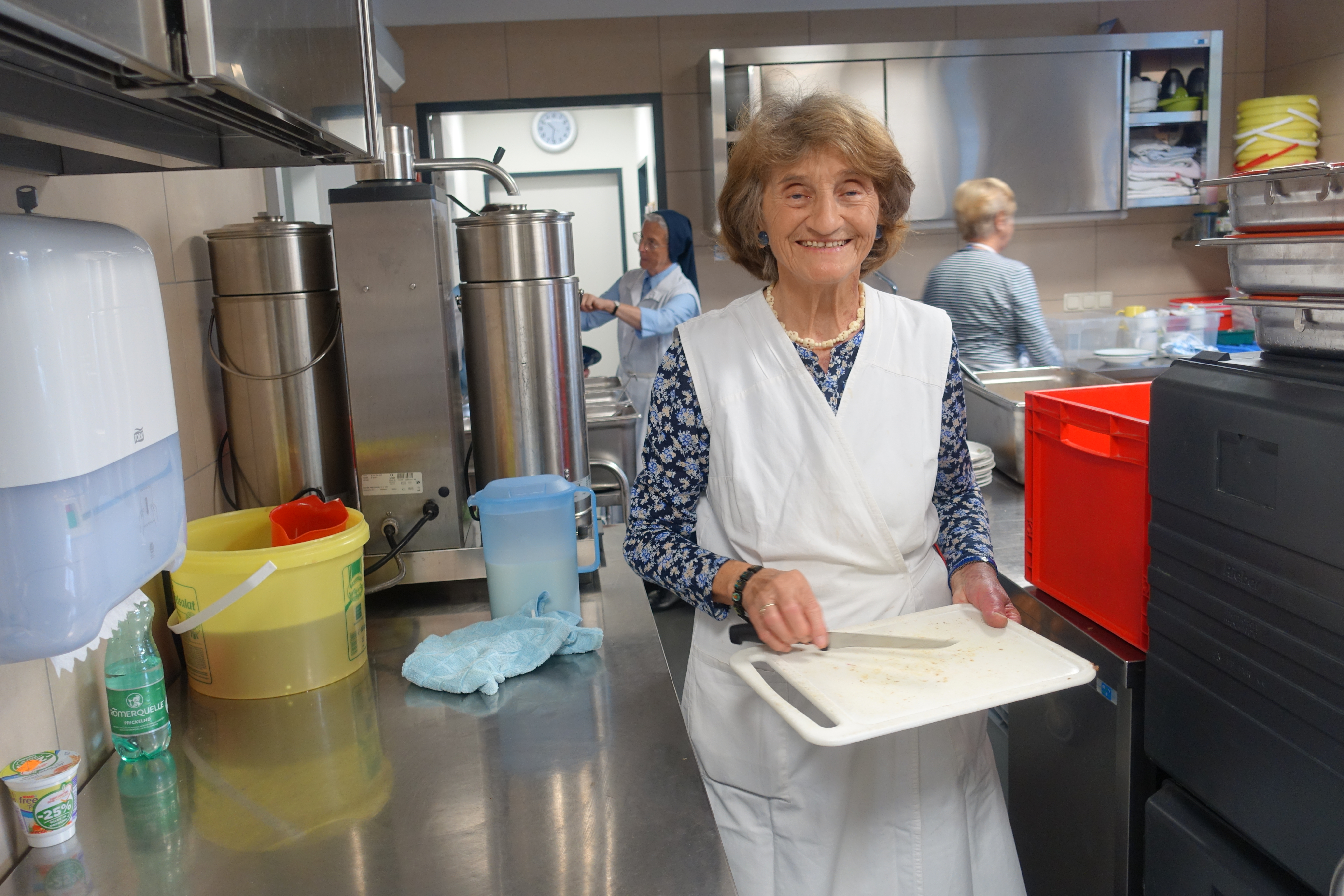
Freiwillige Helferin der Caritas bei der Essensausgabe in Graz

Die Anfänge der Caritasbewegung in Österreich lassen sich bis zu den ersten Caritaskongressen kurz nach der Wende vom 19. zum 20. Jahrhundert zurückverfolgen. Der organisatorische Aufbau orientierte sich damals am deutschen Äquivalent. Bereits kurz nach dem Ersten Weltkrieg waren neun Landesverbände aufgebaut. Die ersten Tätigkeitsschwerpunkte lagen, der Notlage entsprechend, bei Ausspeisungen und Kindererholungsaktionen am Land. Die Caritas-Sterbevorsorge kümmerte sich um ein christliches Begräbnis für Menschen aus ärmeren Bevölkerungsschichten.
Später kamen – analog zur Bundesrepublik Deutschland – Tätigkeitsfelder wie Pflegedienste, Betreuung und Familienhilfe hinzu, Obdachlosen-, Behinderten- und Flüchtlingshilfe (zum Beispiel beim ungarischen Volksaufstand von 1956), Sozialberatung, die Caritas-Läden, Mutter-Kind-Häuser sowie schließlich die (mobile) Hospizarbeit und Beschäftigungsprojekte.
Im Ausland dominiert die Katastrophenhilfe und die Entwicklungszusammenarbeit.

## Finanzierung

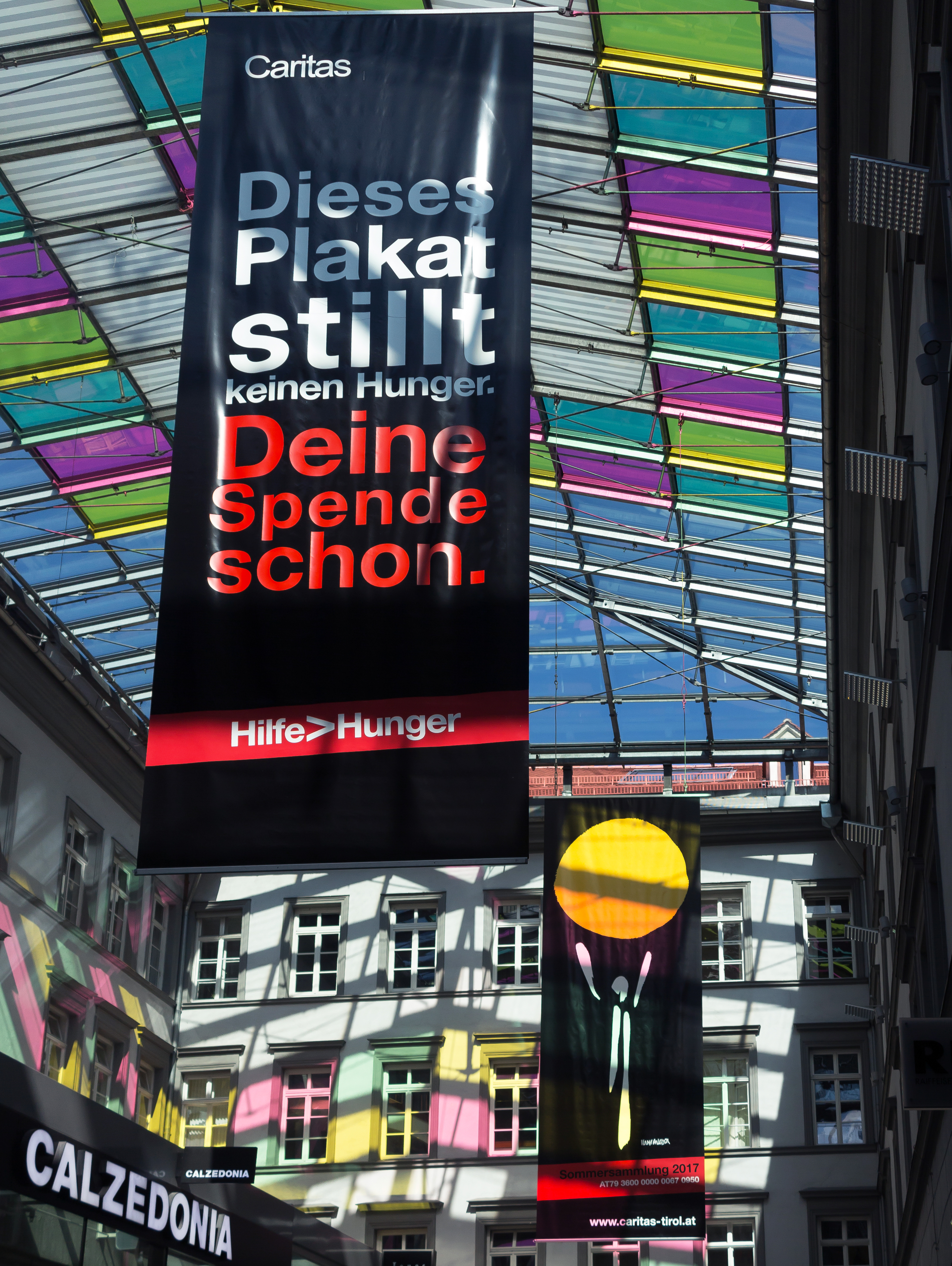
Spendenaufruf der Caritas in Innsbruck

2021 wurden 9,54 % der Ausgaben durch Spenden (inklusive Erbschaften und Kirchenbeiträgen) bestritten. Der überwiegende Teil (73,62 %) entfällt auf Entgelte für Dienstleistungen aus öffentlichen Mitteln und privaten Kostenbeiträgen, der Rest (15,28 %) größtenteils auf Subventionen und Zuschüsse der öffentlichen Hand und kirchliche Beiträge.
Aufgrund der starken Abhängigkeit von (staatlichen) Leistungsentgelten wird teilweise auch die Selbstdefinition als Hilfsorganisation angezweifelt und die Caritas als „ein Unternehmen mit einem Jahresumsatz von über 900 Millionen Euro“ bezeichnet. Diese Kritik wurde vom Caritas-Präsidenten Landau unter Verweis auf das Interesse der Allgemeinheit an der Arbeit der Caritas zurückgewiesen.
Der Spendeneingang stieg von 77,58 Millionen Euro im Jahr 2017 auf rund 89 Millionen Euro im Jahr 2021. Damit ist die Caritas die Non-Profit-Organisation mit den zweithöchsten Spendeneingängen Österreichs.
Die Umsätze der Caritas sind von der Umsatzsteuer befreit.

## Präsidenten
Caritas-Präsidenten seit dem Zweiten Weltkrieg:
- Jakob Weinbacher (1947 bis 1952)
- Hermann Pfeiffer (1952 bis 1964)
- Leopold Ungar (1964 bis 1991)
- Helmut Schüller (1991 bis 1995)
- Franz Küberl (1995 bis 2013)
- Michael Landau (2013 bis Jänner 2024)[15][16]
- Nora Tödtling-Musenbichler (ab Februar 2024)[15]